# غطاف
غطاف (الاسم العلمي Neotragus)، جنس حيوان لبون وحيد النوع من الظباء القزمة وتتبع فصيلة البقريات. مواطنه الأصيلة أفريقيا. تشير دراسات الحمض النووي الحديثة إلى أن النوعين الأخرين اللذين تم تضمينهما سابقًا في هذا الجنس غير مرتبطين ارتباطًا وثيقًا، ويجب نقلهما إلى جنس Nesotragus.